# Flohrgambiet
Het Flohrgambiet is bij het schaken een variant in de Engelse opening. Het Flohrgambiet behoort tot de flankspelen en valt onder ECO-code A19. Het gambiet heeft de volgende openingszetten:
1.c4 Pf6
2.Pc3 e6
3.e4 c5
4.e5 Pg8
Het gambiet is geanalyseerd door de Tsjechoslowaakse grootmeester Salo Flohr.